# Nomenclature des unités territoriales statistiques
« NUTS » redirige ici. Pour les autres significations, voir Nut.
La nomenclature des unités territoriales statistiques est un découpage territorial destiné à faciliter les comparaisons entre pays, ou entre régions, d'un même ensemble.

## Dans l'Union européenne
La Commission européenne a subdivisé les pays de l'Espace économique européen (l'Union européenne et les pays de l'Association européenne de libre-échange qui participent aussi à des programmes communs de développement) en régions appelées aussi « NUTS » (Nomenclature d'unités territoriales statistiques). Ces unités territoriales sont définies uniquement pour les besoins statistiques et ne constituent pas forcément des unités administratives officielles, mais souvent des groupements de ces unités administratives, en fonction de leur population résidente moyenne dans le pays correspondant.
Chaque pays européen reçoit un code alphabétique, proche du code ISO 3166-1 officiel (les seules exceptions sont le code du Royaume-Uni qui utilise traditionnellement le code UK depuis son adhésion progressive aux Communautés européennes, et non le code GB qui lui a été attribué seulement ensuite par l'ISO, ainsi que le code de la Grèce qui utilise EL plutôt que son code ISO GR), puis divisé en unités statistiques structurées sur 3 niveaux par pays :
- NUTS 1 : de 3 à 7 millions d'habitants en moyenne sur les unités territoriales statistiques de ce type dans le pays correspondant.
- NUTS 2 : de 800 000 à 3 000 000 d'habitants.
- NUTS 3 : de 150 000 à 800 000 habitants.

Les NUTS 3 sont à leur tour subdivisées en deux niveaux successifs d'unités administratives locales (UAL ; Local Administrative Units, LAU, en anglais) : UAL 1 et UAL 2, anciennement désignées NUTS 4 et NUTS 5. Ces UAL sont les composantes primaires des régions NUTS. L'éventualité de l'extension de NUTS aux UAL est un projet non abouti et non encore décidé, d'autant que certains pays européens procèdent à des réaménagements de leur ancien découpage administratif pour mieux correspondre aux réalités socio-économiques actuelles et aux besoins de planification et de développement des régions concernées, notamment pour les dossiers de demandes de subventions ou d'aides au développement concédés par les institutions européennes, ou pour faciliter la coopération entre les institutions administratives des diverses régions européennes.
Cette nomenclature commune a été étendue aux pays candidats à l'adhésion à l'Union européenne, pour faciliter la justification des planifications nationales et régionales de développement et permettre le suivi et le contrôle de leur intégration progressive au niveau des résultats statistiques et la conformité de leurs opérations de contrôle institutionnel. Ce fut le cas pour les 12 pays qui ont rejoint l'Union européenne après sa création, leur nomenclature NUTS transitoire ayant été directement intégrée sans modification significative.

### Critiques
La Nomenclature d'unités territoriales statistiques (NUTS) de l'UE définit qu'une région NUTS-1 a entre 3 millions et 7 millions d'habitants, alors qu'une région NUTS-2 a entre 800 000 et 3 millions d'habitants. Cette définition, cependant, n'est pas toujours respectée par les délimitations définies par Eurostat. Par exemple, la région Île-de-France, avec 11,3 millions d'habitants, était considérée comme une région NUTS-2 (c'est toujours vrai, mais elle forme maintenant une région NUTS-1 à elle seule, séparée des autres régions françaises du Bassin parisien qui forment une autre région NUTS-1), alors que le Land de Bremen en Allemagne, avec seulement 662 000 habitants, est classé comme une région NUTS-1 (NUTS conserve la définition fédérale des Länder, sans les regrouper, car ils sont pertinents aux plans institutionnel et constitutionnel).
Dans les faits, la définition réelle utilise la moyenne nationale des subdivisions administratives de même type, puisque le système NUTS privilégie la classification administrative nationale dans au moins un des niveaux de découpage sans introduire de sous-découpage arbitraire, et les regroupe ensuite selon le même critère de seuils de moyenne de population.
Certains instituts nationaux de statistiques remontent à Eurostat des données au bureau de poste ou à la paroisse et non à la commune. Comme un bureau de poste ou une paroisse peuvent à la fois couvrir plusieurs cantons (NUTS niveau 3) et à la fois ne couvrir qu'une partie d'un canton, Eurostat achète des tables de correspondance pour affecter ces statistiques au NUTS niveau 3 correspondant (avec une marge d'erreur si un bureau postal couvre plusieurs cantons).

## Liste des NUTS

NUTS-1
NUTS-2
NUTS-3

Dans la table ci-dessous, les NUTS des pays de l'Union européenne et des pays de l'Association européenne de libre-échange (l'Espace économique européen) sont détaillés par leur correspondance pour ce qui est des divisions administratives nationales officielles. Quand les NUTS correspondent directement à des unités territoriales administratives nationales officielles (et non des groupements statistiques nationaux), les comptes sont indiqués en caractères gras.

### Union européenne
| Pays               | Pays  | NUTS1 | NUTS2 | NUTS3 | 1er niveau (NUTS1)                                                                            | 2e niveau (NUTS2) | 3e niveau (NUTS3) |
| ------------------ | ----- | ----- | ----- | ----- | --------------------------------------------------------------------------------------------- | --- | --- |
| Allemagne          | DE    | 16    | 38    | 400   | 16 États fédérés (Länder)                                                                     | 38 districts (Regierungsbezirke) ou groupements d'arrondissements correspondant à d'anciens districts ou états fédérés entiers sans districts | 400 arrondissements (Kreise ou Landkreise) ou villes-arrondissements                                                                                              |
| Autriche           | AT    | 3     | 9     | 35    | 3 Groupes d'États (Gruppen von Bundesländern)                                                 | 9 États fédérés (Bundesländer) | 35 groupes de districts ou de villes statutaires (Gruppen von politischen Bezirken oder Statutarstädte)                                                           |
| Belgique           | BE    | 3     | 11    | 43    | 3 régions fédérées (gewesten / régions)                                                       | 10 provinces (provincies / provinces) | 43 arrondissements (arrondissementen / arrondissements) |
| Belgique           | BE    | 3     | 11    | 43    | 3 régions fédérées (gewesten / régions)                                                       | 1 région-capitale : Région de Bruxelles-Capitale                                                                                              | 43 arrondissements (arrondissementen / arrondissements) |
| Danemark           | DK    | 1     | 5     | 15    | —                                                                                             | 5 régions | 13 départements (amter) |
| Danemark           | DK    | 1     | 5     | 15    | —                                                                                             | 5 régions | 1 groupe de deux communes spéciales |
| Danemark           | DK    | 1     | 5     | 15    | —                                                                                             | 5 régions | 1 commune régionale |
| Espagne            | ES    | 7     | 19    | 52    | 7 groupes de communautés autonomes (agrupación de comunidades autónomas)                      | 17 communautés autonomes (comunidades autónomas)                                                                                              | 50 provinces (provincias) |
| Espagne            | ES    | 7     | 19    | 52    | 7 groupes de communautés autonomes (agrupación de comunidades autónomas)                      | 2 villes autonomes (ciudades autónomas) : Ceuta et Melilla                                                                                    | 2 villes autonomes (ciudades autónomas) |
| Finlande           | FI    | 2     | 5     | 19    | 1 territoire métropolitain (Manner-Suomi/Fasta Finland)                                       | 4 provinces (Suuralueet / Storområden) | 18 régions (Maakunnat / Landskap) |
| Finlande           | FI    | 2     | 5     | 19    | 1 province autonome : Îles Åland/Ahvenanmaa                                                   | 1 province autonome | 1 province autonome |
| France             | FR    | 14    | 27    | 101   | 13 régions de métropole                                                                       | 21 régions en métropole continentale (ce sont toujours les anciennes régions qui sont NUTS 2)                                                 | 94 départements en métropole |
| France             | FR    | 14    | 27    | 101   | 13 régions de métropole                                                                       | 1 collectivité territoriale en métropole | 2 départements en métropole |
| France             | FR    | 14    | 27    | 101   | 1 région NUTS 1 regroupant toutes les régions ultrapériphériques françaises                   | 2 régions d'outre-mer | 2 départements d'outre-mer |
| France             | FR    | 14    | 27    | 101   | 1 région NUTS 1 regroupant toutes les régions ultrapériphériques françaises                   | 3 collectivités territoriales d'outre-mer | 3 collectivités territoriales d'outre-mer |
| Grèce              | EL    | 4     | 13    | 52    | 4 grandes régions géographiques                                                               | 13 périphéries (periferies) | 52 groupements de districts régionaux |
| Irlande            | IE    | 1     | 2     | 8     | —                                                                                             | 2 régions (regions) | 8 régions d'autorité régionale (regional authority regions) |
| Italie             | IT    | 5     | 20    | 110   | 5 groupes de régions (gruppi di regioni)                                                      | 20 régions (regioni) | 110 provinces (provincie) |
| Luxembourg         | LU    | 1     | 1     | 1     | —                                                                                             | — | — |
| Pays-Bas           | NL    | 4     | 12    | 40    | 4 territoires (landsdelen)                                                                    | 12 provinces (provincies) | 40 régions COROP (COROP regio's) |
| Portugal           | PT    | 3     | 9     | 26    | 1 territoire continental (continente)                                                         | 7 régions (Grupos de Entidades Intermunicipais/groupements d'entités intermunucipales)                                                        | 24 sous-régions (Entidades Intermunicipais/entités intermunucipales)                                                                                              |
| Portugal           | PT    | 3     | 9     | 26    | 2 régions insulaires autonomes (regiões autónomas): Açores et Madère                          | 2 régions insulaires autonomes (regiões autónomas)                                                                                            | 2 régions insulaires autonomes (regiões autónomas) |
| Suède              | SE    | 3     | 8     | 21    | 3 groupes de régions (Grupper av riksområden)                                                 | 8 régions (riksområden) | 21 comtés (län) |
| UE-14              | UE-14 | 72    | 214   | 1 098 | Union européenne jusque fin avril 2004 (moins le Royaume-Uni, sorti de l'UE en décembre 2020) | Union européenne jusque fin avril 2004 (moins le Royaume-Uni, sorti de l'UE en décembre 2020)                                                 | Union européenne jusque fin avril 2004 (moins le Royaume-Uni, sorti de l'UE en décembre 2020)                                                                     |
| Chypre             | CY    | 1     | 1     | 1     | —                                                                                             | — | — |
| Estonie            | EE    | 1     | 1     | 5     | —                                                                                             | — | 5 groupes de régions (maakond) |
| Hongrie            | HU    | 3     | 7     | 20    | 3 super-régions statistiques (statisztikai nagyrégiók)                                        | 7 régions économico-statistiques (tervezési-statisztikai régiók)                                                                              | 19 groupes centrés sur un département (comitat) (megyék) et parfois certaines des 23 villes de statut comital (Megyei jogú városok) ; 1 ville-capitale : Budapest |
| Lettonie           | LV    | 1     | 1     | 4     | —                                                                                             | — | 4 régions (reģioni) |
| Lituanie           | LT    | 1     | 1     | 10    | —                                                                                             | — | 10 communautés de municipalités (apskritys) |
| Malte              | MT    | 1     | 1     | 2     | —                                                                                             | — | 2 groupes d'îles (gżejjer) : Malte, Gozo |
| Pologne            | PL    | 6     | 16    | 45    | 6 régions (regiony)                                                                           | 16 voïvodies (województwa) | 45 groupes (podregiony) de districts (powiat) |
| Slovaquie          | SK    | 1     | 4     | 8     | —                                                                                             | 4 oblasts (oblasti) | 8 régions ou provinces (kraje) |
| Slovénie           | SI    | 1     | 2     | 12    | —                                                                                             | 2 macro-régions (Kohezijske regije) | 12 régions statistiques (statistične regije) |
| République tchèque | CZ    | 1     | 8     | 14    | 1 území                                                                                       | 8 oblasts (oblasti) | 14 régions ou provinces (kraje) |
| UE-24              | UE-24 | 89    | 255   | 1 221 | Union européenne jusqu'en décembre 2006 (et sortie du Royaume-Uni en décembre 2020)           | Union européenne jusqu'en décembre 2006 (et sortie du Royaume-Uni en décembre 2020)                                                           | Union européenne jusqu'en décembre 2006 (et sortie du Royaume-Uni en décembre 2020)                                                                               |
| Bulgarie           | BG    | 2     | 6     | 28    | 2 régions économiques (район)                                                                 | 6 régions de planification (Район за планиране)                                                                                               | 28 oblasti (области) |
| Roumanie           | RO    | 4     | 8     | 42    | 4 macro-régions (macroregiuni)                                                                | 8 régions de développement (regiunile de dezvoltare)                                                                                          | 41 comtés (judeţe) ; 1 municipalité (municipe) : Bucarest |
| UE-26              | UE-26 | 92    | 269   | 1 291 | Union européenne jusqu'en juin 2013 (et sortie du Royaume-Uni en décembre 2020)               | Union européenne jusqu'en juin 2013 (et sortie du Royaume-Uni en décembre 2020)                                                               | Union européenne jusqu'en juin 2013 (et sortie du Royaume-Uni en décembre 2020)                                                                                   |
| Croatie            | HR    | 1     | 3     | 21    | —                                                                                             | 3 régions économiques | 21 comitats (županija) |
| UE-27              | UE-27 | 93    | 272   | 1 313 | Union européenne actuelle, depuis la sortie du Royaume-Uni le 31 décembre 2020                | Union européenne actuelle, depuis la sortie du Royaume-Uni le 31 décembre 2020                                                                | Union européenne actuelle, depuis la sortie du Royaume-Uni le 31 décembre 2020                                                                                    |

### Association européenne de libre-échange
| Pays          | Pays | NUTS1 | NUTS2 | NUTS3 | 1er niveau (NUTS1)                               | 2e niveau (NUTS2)                                | 3e niveau (NUTS3)                                |
| ------------- | ---- | ----- | ----- | ----- | ------------------------------------------------ | ------------------------------------------------ | ------------------------------------------------ |
| Islande       | IS   | 1     | 1     | 1     | —                                                | —                                                | —                                                |
| Liechtenstein | LI   | 1     | 1     | 1     | —                                                | —                                                | —                                                |
| Norvège       | NO   | 1     | 7     | 19    | —                                                | 7 régions économiques                            | 19 comtés (fylker)                               |
| Suisse        | CH   | 1     | 7     | 26    | —                                                | 7 grandes régions                                | 26 cantons (Kantone ; cantoni)                   |
| AELE          | AELE | 4     | 16    | 47    | Association européenne de libre-échange actuelle | Association européenne de libre-échange actuelle | Association européenne de libre-échange actuelle |

## Autres pays
De plus, d’autres pays et régions du monde reçoivent des codes de nomenclature statistique spécifiques constitués :
- de deux lettres pour le continent ou sous-continent :
  - EO pour les autres États d’Europe (y compris les dépendances de la Couronne hors du Royaume-Uni) ;
  - AC pour l’Amérique centrale continentale ;
  - CN pour les Caraïbes ;
  - AS pour l’Amérique du Sud ;
  - AF pour l’Afrique ;
  - ME pour le Moyen-Orient ;
  - AA pour l’Asie ;
  - AU pour l’Australie et l’Océanie ;
- suivies de 2 chiffres pour le pays dans cette zone.
- Les États-Unis, le Canada et le Mexique ont des codes alphabétiques indépendants (respectivement US, CA et MO), suivi de chiffres pour la nomenclature statistique de leurs États, provinces ou territoires (de niveau NUTS 2, cependant les seuils ci-dessus ne sont pas pertinents).

Ces codes (qui n’ont pas été remis à jour et parfois incorrectement assignés avec des doublons) n’ont aucun caractère normatif, et ne sont utilisés que pour des tableaux statistiques comparatifs, à titre informatif seulement, puisque les définitions applicables à ces statistiques sont entachées de différences possibles d’interprétation en l’absence de normes communes. Ils ne devraient pas être réutilisés et ne servent qu’à la lecture d’anciens tableaux statistiques comparatifs.
Toutefois, les subdivisions s’efforcent de suivre la nomenclature UN M.49 des pays et leurs subdivisions, utilisée au niveau mondial par la division statistiques des Nations unies à laquelle Eurostats participe. Les regroupements de pays en continents utilisés par Eurostats avec NUTS sont toutefois distincts de ceux des Nations unies (notamment pour l’Europe elle-même puisque les zones sous-continentales définies par des Nations unies ne prennent pas en compte les regroupements institutionnels effectifs de l’Europe).

## Sources

## Compléments